# 江戸相撲天明2年10月場所
江戸相撲天明2年10月場所（えどすもうてんめい2ねん10がつばしょ）は、天明2年（1782年）10月に開催された江戸相撲（大相撲の前身）の本場所。興行場所は深川八幡神社。

## 幕内番付・星取表
| 東   | 東                  | 東               | 番付      | 西             | 西                  | 西   |
| 備考 | 成績                | 力士名           | 番付      | 力士名         | 成績                | 備考 |
| ---- | ------------------- | ---------------- | --------- | -------------- | ------------------- | ---- |
|      | 5勝1敗1分3休        | 鷲ヶ濱音右エ門   | 大関      | 谷風梶之助     | 7勝1預1無勝負1休    |      |
|      | 6勝1敗2分1無勝負    | 虹ヶ嶽杣右エ門   | 関脇      | 御所車今右エ門 | 6勝3敗1無勝負       |      |
|      | 2勝1敗1分2無勝負4休 | 渦ヶ淵勘太夫     | 小結      | 宮城野大八     | 2勝1敗2分1無勝負4休 |      |
|      | 3勝2預1無勝負4休    | 苫ヶ嶋浦右エ門   | 前頭筆頭  | 廣ヶ崎吉太夫   | 8敗2休              |      |
|      | 5勝2敗1分1無勝負    | 筆ノ海金右エ門   | 前頭2枚目 | 稲川政右エ門   | 2勝1敗1分1無勝負5休 |      |
|      | 3勝3敗2分2休        | 八ツヶ峰住右エ門 | 前頭3枚目 | 外ヶ濱浪右エ門 | 2勝3敗2分1無勝負2休 |      |
|      | 7勝1敗1分1休        | 小野川喜三郎     | 前頭4枚目 | 高崎市十郎     | 2勝4敗1分1預2無勝負 |      |

## 備考
- この時代の江戸相撲においては優勝力士という概念は存在していないが、後に定められた優勝制度を遡って準用することができる。本場所においては、谷風が優勝相当となる。